# Томпсонвил (Конектикат)
Томпсонвил (енгл. Thompsonville) насељено је место без административног статуса у америчкој савезној држави Конектикат.

## Демографија
По попису из 2010. године број становника је 8.577, што је 452 (5,6%) становника више него 2000. године.
| Група             | 2000.         | 2010.         |
| Белци             | 7.139 (87,9%) | 6.503 (75,8%) |
| Афроамериканци    | 322 (4,0%)    | 626 (7,3%)    |
| Азијати           | 131 (1,6%)    | 227 (2,6%)    |
| Хиспаноамериканци | 382 (4,7%)    | 978 (11,4%)   |
| Укупно            | 8.125         | 8.577         |